# Môgge Caz!
Môgge Caz! was een Nederlands radioprogramma dat gepresenteerd werd door Jeroen Kijk in de Vegte en Albert-Jan Sluis. Het programma was op doordeweekse dagen van 06.00 tot 09.00 uur te horen bij radiozender Caz!. De eerste uitzending van het programma was op 18 april 2006, de dag dat Caz! werd gelanceerd. Het programma heette toen nog Môgge Jeroen. In januari 2007 werd Albert-Jan Sluis als mede-presentator aan het programma toegevoegd. Op 1 mei 2007 werd de naam gewijzigd in Môgge Caz!. Naast Jeroen en Albert-Jan was ook nieuwslezeres Mijke van Wijk te horen, en Jelmer Gussinklo, die tot eind juni 2007 producer van het programma was.

## Trivia
- Een van de onderdelen van de show was "Wedden Plat?", waarbij een voorwerp vanuit het raam van de Caz! studio (die gevestigd was op de zesde etage van het SBS gebouw in Amsterdam) naar beneden werd gegooid. Luisteraars moesten voorspellen of het voorwerp de val zou doorstaan en konden daarmee een prijs verdienen. Vele voorwerpen, zoals een televisie, een ladder, een oma stoel, een wc-pot en een speakerbox hebben dit radiospel niet overleefd.